# Coupe des clubs champions arabes de football 1995
Navigation
Riyad 1994 Riyad 1996
La Coupe arabe des clubs champions 1995 est la onzième édition de la Coupe arabe des clubs champions de football. Organisée à Riyad en Arabie Saoudite, elle regroupe les clubs des pays arabes les plus performants de leur championnat national (champion, vice-champion ou vainqueur de la coupe nationale). Après un tour préliminaire entre les représentants du Maghreb et le Golf, les dix équipes sont réparties en deux poules de cinq et s'affrontent une fois. Les deux premiers de chaque groupe disputent la phase finale, en match à élimination directe.
C'est le club saoudien de Al Hilal FC qui remporta cette édition, après avoir battu en finale les tunisiens de ES Tunis par un but à zéro.

## Équipes participantes
- Hilal FC - Tenant du titre
- ES Tunis - Vainqueur de la Supercoupe d'Afrique
- Al-Weehdat SC - Champion de Jordanie
- Nassr FC - Champion d'Arabie Saoudite
- Wehda CS - Champion du Yémen
- Al Hilal SC - Champion du Soudan
- CR Belouizdad - Vainqueur du doublée de l'Algérie (Coupe et de la Supercoupe)
- Kazma SC - Vainqueur de la Coupe du Koweït et Champion du Koweït 1994
- Riffa EC - Champion de Bahreïn 1994
- SCJ Al-Mukaber - Invité d'honneur

## Compétition

### Premier tour
Groupe A
| Rang | Équipe        | Pts | J | G | N | P | Bp | Bc | Diff |  | Résultats (▼ dom., ► ext.) |  |     |     |     |     |
| ---- | ------------- | --- | - | - | - | - | -- | -- | ---- |  | -------------------------- |  | --- | --- | --- | --- |
| 1    | CR Belouizdad | 12  | 4 | 4 | 0 | 0 | 8  | 0  | +8   |  | CR Belouizdad              |  | 1-0 | 1-0 | 1-0 | 5-0 |
| 2    | Al-Nassr FC   | 7   | 4 | 2 | 1 | 1 | 11 | 3  | +8   |  | Al-Nassr FC                |  |     | 1-1 | 6-1 | 4-0 |
| 3    | Kazma SC      | 7   | 4 | 2 | 1 | 1 | 8  | 5  | +3   |  | Kazma SC                   |  |     |     | 2-3 | 4-1 |
| 4    | Al-Weehdat SC | 1   | 4 | 0 | 1 | 3 | 4  | 11 | -7   |  | Al-Weehdat SC              |  |     |     |     | 1-1 |
| 5    | Al Wehda      | 1   | 4 | 0 | 1 | 3 | 2  | 14 | -12  |  | Al Wehda                   |  |     |     |     |     |

Groupe B
| Rang | Équipe           | Pts | J | G | N | P | Bp | Bc | Diff |  | Résultats (▼ dom., ► ext.) |  |     |     |     |     |
| ---- | ---------------- | --- | - | - | - | - | -- | -- | ---- |  | -------------------------- |  | --- | --- | --- | --- |
| 1    | Al Hilal FC      | 10  | 4 | 3 | 1 | 0 | 8  | 1  | +7   |  | Al Hilal FC                |  | 1-1 | 1-0 | 3-1 | 4-0 |
| 2    | ES Tunis         | 7   | 4 | 2 | 1 | 1 | 9  | 2  | +7   |  | ES Tunis                   |  |     | 1-0 | 0-1 | 7-0 |
| 3    | Al Hilal SC      | 6   | 4 | 2 | 0 | 2 | 7  | 3  | +4   |  | Al Hilal SC                |  |     |     | 3-1 | 4-0 |
| 4    | East Riffa       | 6   | 4 | 2 | 0 | 2 | 4  | 5  | -1   |  | East Riffa                 |  |     |     |     | 2-0 |
| 5    | Jabal Al-Mukaber | 0   | 4 | 0 | 0 | 4 | 0  | 17 | -17  |  | Jabal Al-Mukaber           |  |     |     |     |     |

### Phase finale
|  | Demi-finales      | Demi-finales |          |       | Finale | Finale |
|  | Demi-finales      | Demi-finales |          |       | Finale | Finale |
|  |                   |              |          |       |        |        |
|  |                   |              |          |       |        |        |
|  |                   |              |          |       |        |        |
|  | CR Belouizdad     | 0            |          |       |        |        |
|  | CR Belouizdad     | 0            |          |       |        |        |
|  | ES Tunis a.p      | 1            |          |       |        |        |
|  | ES Tunis a.p      | 1            | ES Tunis | 0     |        |        |
|  |                   |              | ES Tunis | 0     |        |        |
|  |                   | Al Hilal FC  | 1        |       |        |        |
|  | Al Hilal FC t.a.b | Al Hilal FC  | 1        | 0 (4) |        |        |
|  | Al Hilal FC t.a.b |              |          | 0 (4) |        |        |
|  | Al-Nassr FC       | 0 (2)        |          |       |        |        |
|  | Al-Nassr FC       | 0 (2)        |          |       |        |        |

| Coupe des clubs champions arabes Al Hilal FC 2e titre |